# الكون المعادي

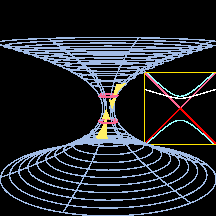
المعبر الكونى هو حلقة الوصل بين جانبي الكون بحيث ينقل المادة والطاقة بين كل منهما

فرضية '''الكون المعادي''' (بالإنجليزية: Negative Universe) هي فرضية مقترحة لحل معضلة الثقوب السوداء، حيث أنها بإيجاز تلمح على وجود جانب آخر للكون مخالف للخصائص الفيزيائية الموجودة في البُعد الأصلى، أي أن الكون مثل العملة له وجهان وكل وجهٍ مختلف عن الوجه الآخر في خواصه، ولا يربط بينهما إلا عبر الثقوب السوداء.

## الانفجار العظيم والفرضية
الإنفجار العظيم هي نظرية سائدة في عالم فيزياء الفلك، وضع أسسها جورج لومتر، والتي تنص على أن الكون كان في حجم الذرة في وقت ما، فكان كرة ملتهبة شديدة الكثافة والحرارة، تمددت بسرعة جدا مكونةً نظام الكون الذي هو عليه، ومن الأدلة التي تدعم نظرية الإنفجار العظيم هو إكتشاف العالِم إدوين هابل، أن معظم المجرات تتباعد عن بعضها البعض بسرعة تتناسب طردياً مع المسافة التي بينهما، وثابت هابل يُقدر بـ:
{\displaystyle H_{0}\approx {\biggl (}69.7\pm 4.9{\biggr )}}
هذا ما يوضح تباعد المجرات، فعند دمج الفرضية مع نظرية الإنفجار العظيم فإننا سنفسرها كالآتى أن الكون عندما بدأ في الظهور فإن الطاقة الموجبة التي في الكون تساوى الطاقة السالبة في الكون، ولا نقصد بالطاقة الموجبة أو السالبة أنهما مصطلحان لأنواع طاقات، لكن نرمز لجميع الطاقات بالكون بهذين المصطلحين الرياضيين لأن محصلة الطاقات والزخم في الكون افتراضيًا قد تكون صفرًا وأيضًا ثابتة في حالة كان الكون نظامًا معزولاً حراريًا نظام حسب مبدأ الثرموديناميكا الأول:
{\displaystyle Q=\Delta U+W}
حيث أن Q هي الحرارة وتقاس بوحدة J
W الشغل المبذول
ΔU التغير في الطاقة الداخلية
فبما أن هناك طاقة موجبة يجب أن تكون هناك طاقة سالبة حتى يتزن الكون حرارياً، مثل طاقة الوضع وطاقة الحركة، وبالمثل بما أن هناك أبعاد موجبة لابد نظريا من وجود أبعاد سالبة للكون، وكل ذلك ظهر عند الانفجار العظيم. وما يدل على أنه واجب وجود جانب للكون معادٍ هو أن هناك مادة ومضاداتها مثل الإلكترون والبوزيترون فعندما يلتقيان حسب مخطط فاينمان تحدث عملية الإفناء وتتحول المادة إلى طاقة، وكذلك الأمر في باقى المواد. فمن هنا تستمد الفرضية أدلتها على وجود جانب للكون من المضادات، وحيث أن معادلة ديراك هي المعادلة التي تدل على وجود نقيض للجسيمات وهي معادلة دامجة بين النسبية العامة لآينشتاين وقواعد ميكانيكا الكم وصياغتها الرياضية:
{\displaystyle E^{2}=(mc^{2})^{2}+(Pc)^{2}}
فهى معادلة رياضية من الدرجة الثانية فيكون جذرا المعادلة ل وم، أي أن للمعادلة مجموعتى حل ولكن مختلفين في الإشارة، فإستدل عليها بأنها المادة المضادة، فبما أن المادة ومضاداتها يجب ان يكونا متواجدين بنسب متساوية بحيث عند جمعهم يساوى الصفر، فهذا يعنى حتى يظل الكون بدون إفناء فهذا يتطلب أن تكون المادة معزولة بقدر كافٍ عن نقيضتها، وهذا ما تنص عليه الفرضية. فالمادة تُفند وتعود إلى طاقة تنتشر على هيئة موجات غاما ولكن الطاقة لا تُفنَى ولا تستحدث من عدم، كما في قانون انحفاظ الطاقة. فالفرضية لا تعارض الانفجار العظيم بحيث أنه انفجار واحد وانبثق منه جانبان للكون.

## أصل الكون والفرضية
أصل الكون مختلف عليه بعض الشئ، ولكن هناك فرضٌ قد يَصِحُّ في المجتمع العلمى يعرضه العالم الفيزيائى الفلكى لورانس كراوس مدير مشروع الأصول في جامعة اريزونا بالولايات المتحدة، فهو يعرض في إحدى محاضراته أن الكون قد ينشأ من الفراغ الكمى عن طريق التذبذبات الكمومية، وانتشر كتاب " Universe from nothing " وهو كتاب تعرض لنقدٍ من الدينيين ولكن تلقى دعم كبير من اللادينيين، لكن هذا ممكن الحدوث، لأنه حسب قوانين الكم فإن اللاشئ قد يكون شيئاً فإذا صحَّ ما فُرضَ عن أصل الكون فإن ذلك لا يتعارض مع الفرضية، بل إن الفرضية تتوافق مع أصل الكون الذي يقترحه لورانس كراوس.

## نشأة الثقوب السوداء[12]
في النجوم في الكون تتم تفاعلات تختلف عن التفاعلات الكيميائية في أنها تكون تفاعلات بين أنوية العناصر فيحدث لها إندماج نووي ينتج عنه ومنه طاقة نظراً لأن العنصر يكون غير مستقر فتخرج منه طاقة زائدة ليتحقق الإستقرار النووي للعنصر، فعندما يتفاعل الديوتيريوم مع ديوتيريوم نظيرا له آخراً نووياً تتكون ذرة الهيليوم وتخرج طاقة بمقدار 3.3Mev والمعادلة الكيميائية لها تكتب هكذا:
{\displaystyle {\ce {^{2}_{1}H +^{2}_{1}H -> ^{3}_{2}He + ^{1}_{0}n + 3.3MeV}}}
فالطاقة الناتجة عن ذلك الاندماج النووي تنتقل على هيئة إشعاعات أو موجات كهرومغناطيسية، تتأثر تلك الموجات الكهرومغناطيسية بالجاذبية الشديدة للنجم التي تعمل في عكس إتجاه الموجات، مما يحقق الإستقرار النسبي للنجم، فعندما يترسب الحديد من ضمن سلسلة التفاعلات النووية، يصبح النجم فاقد للطاقة؛ لأن الحديد لا تنتج عنه أية طاقة، وبالتالي تهيمن قوة الجاذبية على النجم ما يجعله ينهار، ومن هنا يبدأ حجم النجم بالتقلص والنقصان، فحسب النسبية العامة لآينشتاين فإن انحناء الزمكان يعتمد على مدى كثافة المادة، فكلما زادت الكثافة زاد الانحناء وبالتالي تزداد قوة الجاذبية، يُعطى الكثافة من المعادلة:
{\displaystyle \rho ={m \over V}}
حاصل قسمة الكتلة على الحجم يكون الناتج الكثافة، فعند بحث نهاية دالة الحجم [ الكثافة ] عندما يؤول الحجم إلى الصفر:
{\displaystyle f(V)={m \over V}}
بحيث دالة الحجم هو قيمة الكثافة
{\displaystyle \textstyle \lim _{V\to \ 0}{\operatorname {m} \! \over \operatorname {} \!V}}
فالدالة ليس لها نهاية عندما يكون الحجم صفر أي أن الكثافة ليست لها نهاية أيضاً وبالتالي الجاذبية عند مركز الثقب الأسود تكون نظريا لا نهائية:
{\displaystyle \textstyle \lim _{V\to \ 0}=\infty }
فعندها سيكون هناك ما سنسميه كمصطلح جديد "المعبر الكوني" [ بالإنجليزية: Universal passage ]، هذا المعبر هو الطريق الوحيد لإتصال طرفي الكون ببعضه بحيث أنهم يتبادلون الطاقة والمادة، فعندما يتموقع شيئا على مستوى الثقب الأسود فإنه ينتقل عبر المعبر الكوني حتى يصل إلى الأبعاد الصفرية، حيث يكون الحجم في ذلك الموضع مساوٍ للصفر تماماً، ثم ينتقل إلى الأبعاد السالبة للكون وهناك قوة طرد من الثقب الطارد [ مضاد الثقب الأسود ].

## المعبر الكونى وإشعاع هوكينغ
صاغ الفيزيائى النظرى ستيفن هوكينغ معادلة توضح أن كتلة الثقب الأسود تتناقص شيئاً فشيئاً في مقابل زيادة في درجة حرارة هوكينغ والمعادلة تكتب كما يلى:
{\displaystyle T_{H}={hc^{3} \over 16\pi ^{2}GMk_{B}}}
فيمكن تعديل المعادلة السابقة حتى تتوافق مع الفرضية وما تفترضه، لربط إشعاع هوكينغ بالجانب الآخر للكون فتكون بالشكل الآتى:
{\displaystyle T_{H}=8{\hbar }{E_{c}.A_{b}^{2}.c \over 3\pi PA^{2}k_{B}x^{4}V_{b}^{2}}}
حيث أن x هو المعبر الكونى ونجد أن العلاقة عكسية بين طول المعبر الكونى وإشعاع هوكينغ، فإنه كلما زاد درجة حرارة إشعاع هوكينغ كلما تقلص طول المعبر الكونى الواصل بين الطرفين من الكون.
وهذا افتراض إفترضه طالب مصرى يُسمى [ Ahmed Neutron ] ، لحل معضلة الثقوب السوداء، وهذا الافتراض سيكون صحيحاً تماماً فقط عندما يتم رصد أي جسم طارد للمواد في كوننا

## تجربة لتحقيق الفرضية
إجراء هذه التجربة صعب جداً حيث أنه حسب ظاهرة التشابك الكمومي فإن الإلكترونان المتشابكان سيتم إجراء بينهما إتصال فينقل معلومات إلى الآخر بغض النظر عن المسافة بينهما، فسنراقب إلكتروناً ويكون في عالمنا ونراقب الإلكترون الآخر وهو في رحلته داخل الثقب الأسود، فعندها يتم تدوين الملاحظات والتغيرات التي تطرأ على الإلكترون، ومن خلالها سنعلم ما إن كان هناك وجه آخر للكون أم لا.

## الأبعـاد السالبـة
في حقيقة الأمر الأبعاد السالبة ليست أبعاداً سالبة حقاً بل إن إشارة السالب تدل فقط على المعاكسة، بمعنى أننا في الميكانيكا إذا قلنا سرعة الجسم a تتحرك بنفس سرعة الجسم b في إتجاهين متضادين فتُكتب العلاقة بينهما كالآتى:
{\displaystyle V_{a}=-V_{b}}
وهذا لا يعنى أن السرعة بالسالب ولكن تعنى فقط أنها معاكسة للسرعة الأخرى، فعندما نتحدث عن الأبعاد فإننا نقصد dy , dx , dz , dt بإضافة بُعد الزمن حسب النظرية النسبية الخاصة، فإن أبعاد الكون السالب تكون بنفس كيفية مثال السرعة السابق:
{\displaystyle dx_{+}=-dx_{-}}
{\displaystyle dy_{+}=-dy_{-}}
{\displaystyle dz_{+}=-dz_{-}}
{\displaystyle dt_{+}=-dt_{-}}
فعند ملاحظة بُعد الزمن معاكس للزمن في الكون الموجب فإذا كان الزمن يسير للمستقبل في الجانب الموجب من كوننا، فإن الزمن يسير للماضى في الكون المعادي، أو جانب الكون السالب، بمعنى أن مستقبلنا هو ماضى بالنسبة للكون السالب وماضينا هو مستقبل للكون السالب، وهذا يُمْكِن رؤيته أنه شئ متعسر الفهم للبعض، كيف يكون الماضى مستقبلاً والعكس؟، الإجابة تكون هو إشارة السالب، فنطرح مثالاً على ذلك، تخيل أنك تسافر للولايات المتحدة مضى شهر وأنت هناك ثم إنتقلت إلى كندا وأمضيت فيها شهرين، وهذا هو ترتيب الأحداث المنطقى هو أنك ذهبت للولايات المتحدة أولاً ثم إلى كندا، ولكن في الكون المعادي لنا، الترتيب سيكون أنك ذهبت إلى كندا أولاً وأمضيت شهرين ثم إلى الولايات المتحدة وأمضيت شهراً ثم إلى بلادك!
وهذا نراه غريباً بعض الشئ في تعميم المثال السابق على الكون ذاته، فحسب المثال السابق فإن الكون بدأ وانتهى في نفس الوقت، فذلك يتحتم علينا أن نؤمن بأن كوننا مغلق وليس مسطحاً أو مفتوحاً، لأن الكون المغلق هو الكون الوحيد الذي سوف ينقبض على نفسه، فإن الفرضية تنص على أن الكون له نقطة بداية وهو الانفجار العظيم، ونقطة النهاية هو الانقباض العظيم، فالعكس حدث في الكون المعادي. ويجب علينا أن نأخذ في الاعتبار إمكانية السفر عبر الزمن للماضى، الآن يتحتم علينا كفيزيائيين أن نُشَكِّل معادلة تصف ذلك الكون. فالمعطيات التي لدينا هو أن الزمن الموجب = - الزمن السالب
{\displaystyle t_{+}=-t_{-}}
فلجعل الزمن نسبياً يجب علينا إضافة معامل {\displaystyle \gamma } للمعادلة ولكن طرفها الأيسر فقط؛ لأننا سنكون راصدين وليس مرصودين
{\displaystyle t_{+}={-t_{0} \over {\sqrt {1-{\operatorname {} \!v^{2} \over \operatorname {} \!C^{2}}}}}} 
فلحساب الزمن في الكون السالب بدلالة كوننا، يجب أن نرتب صيغة المعادلة فتكون كالآتى:
{\displaystyle t_{0}=-t_{+}{\sqrt {1-{\biggl (}{v \over c}{\biggr )}^{2}}}}
علينا الآن تعويض مكان السرعة لجعل المعادلة أكثر عمومية فيكون السرعة النسبية v هي سرعة توسع الكون، فزيادة توسع الكون يعود على الكون المعاكس بالنقصان بنفس المقدار، فيمكننا حساب المجموع الكلى للزمن الكونى:
{\displaystyle \sum _{0}^{\infty }T=\sum T_{-}+\sum T_{+}}
بحيث أن {\displaystyle \sum _{0}^{\infty }T} هو عمر الكون لدينا، بهذه الطريقة يمكن حساب عمر الكون السالب.